# 阿奇博尔德·布莱克
阿奇博尔德·布莱克（英語：Archibald Black，1883年5月17日—1956年5月14日），加拿大男子赛艇运动员。他曾代表加拿大参加1924年夏季奥林匹克运动会赛艇比赛，获得男子四人单桨无舵手银牌。